# Anthony Jackson
Anthony Jackson (nacido el 23 de junio de 1952) es un bajista estadounidense. Se le considera uno de los bajistas más importantes de la historia, ya que ha ampliado los límites técnicos e idiomáticos del instrumento, y ha sido clave en legitimar su uso en círculos jazzísticos (aunque la carrera de Jackson se ha desarrollado en muchos más estilos que el jazz).

## Biografía
Anthony Jackson ha sido una voz única en el bajo eléctrico desde que llegó a la escena musical de Nueva York.
En su juventud comenzó a tocar el piano, antes de pasarse a la guitarra para finalmente, influenciado por el legendario bajista de la Motown James Jamerson, adoptar el bajo eléctrico como su instrumento principal.
A los 18 años, Jackson empezó a trabajar como bajista de sesión, contando ya por entonces con una gran demanda.

## Estilo e influencias
Los músicos familiarizados con Jackson saben que posee un estilo muy personal. Este estilo puede atribuirse parcialmente a las influencias musicales de Jackson:
- James Jamerson – uno de los más destacados bajistas de la factoría Motown, y el primer virtuoso del bajo;
- Jack Casady, del grupo Jefferson Airplane, y
- Olivier Messiaen, el compositor francés.

La influencia de Jamerson en el estilo de Jackson es fácilmente perceptible para cualquier oyente familiarizado con ambos bajistas, especialmente en temas de Jamerson como “How Long Has That Evening Train Been Gone?”, de Diana Ross y las Supremes.
El uso de arpegios y notas de paso para la expresión simultánea de la armonía y el ritmo, y breves pasajes de unísono con la melodía u otros instrumentos son reveladores.
Uno de los rasgos más destacables del estilo de Jackson es su habilidad de haberse inspirado en el lenguaje de Jamerson -un músico de soul- para aplicarlo en cualquier otro estilo.
Hoy en día la mayoría de grabaciones de Jackson no tienen nada que ver con ninguna grabación de la Motown, excepto por la evidente presencia de la influencia de Jamerson.
Tal vez más sorprendente para algunos resultará la influencia que Jackson reconoce haber tenido por parte de Jack Casady.
“Casady, a quien escuché por primera vez en el disco de 1966 Surrealistic Pillow de Jefferson Airplane, tenía un sonido grande, rico, metálico y muy grueso, y una manera de tocar curiosa, guitarrística, que me atrajo inmediatamente. Cuando le vi tocar en directo, me impactó su dignidad y seriedad.”
, afirmaba Jackson en 1990, en una entrevista en la revista Bass Player. (Nótese que esta cita deja entrever la fascinación de Jackson por la relación entre el bajo y la guitarra - véase más abajo.).
Casady tocaba con púa, técnica que siempre ha formado parte del repertorio de Jackson.
“Fue el sonido de Casady lo que me llevó a explorar las posibilidades expresivas de usar la púa. Hasta hoy en día, cuando la uso junto a un flanger, la influencia de Casady emerge y puede ser claramente detectada por cualquier aficionado.”
La otra gran influencia de Jackson es probablemente quien menos se espera que sea una de las principales influencias para un bajista.
La música del compositor Olivier Messiaen cambió la vida de Jackson "irrevocablemente y para siempre", en sus propias palabras. Fue la suite para órgano “La Nativité du Seigneur” del compositor francés la que tanto impresionó a Jackson, quien subrayó que 
“Yo oigo el tritono como el intervalo central sobre el que construir armonías y melodías, opuestamente a la tercera mayor o menor... El intervalo de tritono ha sido de suma importancia para mí desde el primer día en que escuché a Messiaen tocando su propia música en el órgano.”
Escuchando tocar a Jackson, especialmente en los contextos más libres, se pueden oír tritonos frecuentemente, mientras se mueve por el diapasón de su enorme "guitarra contrabajo" Fodera, de 28 trastes y escala de 36 pulgadas.

## Jackson y el bajo de seis cuerdas
Jackson fue el inventor de lo que se ha dado en llamar «bajo de seis cuerdas», un bajo cuyas cuerdas están afinadas en si-mi-la-re-sol-do. Su idea, que él bautizó como "guitarra contrabajo", se adelantó a cualquier bajo estándar de seis cuerdas en más de veinte años.
Jackson explica que su idea de añadirle más cuerdas al bajo tuvo su origen en la necesidad de ampliar la tesitura del instrumento, y en su frustración con la pérdida de sonido y de notas agudas que experimentaba si rebajaba la afinación de las cuatro cuerdas.
Cuando se le pide su opinión sobre las críticas acerca del seis cuerdas, Jackson responde:
“¿Por qué son cuatro cuerdas lo normal y no seis? Siendo el miembro más grave de la familia de la guitarra, el instrumento debería haber tenido seis cuerdas desde el principio. El único motivo por el que fueron cuatro es porque Leo Fender estaba pensando en un instrumento que tuviera la función de un contrabajo, pero lo construyó con forma de guitarra porque son los instrumentos que él construía. El concepto lógico de una guitarra bajo conlleva que tenga seis cuerdas."
 (bass guitar, "guitarra bajo", es una de las denominaciones del bajo en inglés)
Aunque Jackson tuvo la idea años antes, y empezó a encargar a varios lutieres bajos de seis cuerdas desde 1974, no fue hasta 1981 cuando Jackson comenzó a tocar exclusivamente bajos de seis cuerdas.
Su primer seis cuerdas lo construyó Carl Thompson en 1975, y posteriormente utilizó bajos construidos por Fodera.
De hecho, Jackson empezó en la música tocando la guitarra, habiendo llegado a estudiar con el reconocido guitarrista de jazz Pat Martino.
Esta exposición inicial a la guitarra y su posterior paso al bajo conformaron en parte la actitud de Jackson acerca del instrumento: Que este es también una guitarra; sencillamente el miembro más grave de la familia y no una versión del contrabajo más sencilla, con más volumen y con cuerpo sólido, hecha por un constructor de guitarras para los contrabajistas.
A juzgar por numerosos créditos en los discos, en los que el instrumento que toca Jackson aparece referido como "guitarra contrabajo", en oposición a simplemente "bajo" o "bajo eléctrico", Jackson parece seguir queriendo subrayar la importancia de la relación entre el bajo y la guitarra, aunque sin negar que el rol actual de su instrumento es diferente al de una guitarra tradicional.
La manera en la que se refiere al instrumento (especialmente en el contexto de su innovación) sugiere que se compare con la relación entre otras familias de instrumentos, como la viola y el chelo.
El bajo eléctrico fue hecho, desde el punto de vista de Jackson, con características del contrabajo por razones de marketing, aunque en realidad es una guitarra.

## Discografía
Anthony Jackson ha trabajado con un sinfín de músicos, entre ellos: 
- Michel Camilo (Rendez Vous, Triángulo, Thru My Eyes, Why Not?, One More Once, Vocal RendezVous)
- Chick Corea (Leprechaun)
- Billy Cobham
- Jun Fukamachi (Evening Star)
- Steely Dan (Gaucho, My Rival, Glamour Profession)
- Al Di Meola (Casino, Elegant Gypsy, Electric Rendezvous, Tour De Force, Splendido Hotel, Kiss My Axe, Flesh on Flesh)
- Donald Fagen (The Nightfly, I.G.Y, What A Beautiful World, Ruby Baby)
- Roberta Flack (Feel Like Makin' Love)
- Steve Gadd
- Chaka Khan (Naughty ,What Cha' Gonna Do for Me, Chaka)
- Steve Khan
- Wayne Krantz (Your Basic Live '06, Signals)
- Biréli Lagrène (My Favorite Django)
- Pat Metheny (Secret Story)
- Michel Petrucciani (Playground, Both Worlds, Trio In Tokyo)
- Simon Phillips (Force Majeure (1992), Another Lifetime (1997) )
- Buddy Rich
- Lee Ritenour (World Of Brazil, OverTime)
- Alejandro Sanz (No Es Lo Mismo (2003))
- Paul Simon (One Trick Pony, Hearts And Bones)
- Mike Stern (Odds Or Evens, Who Let The Cats Out?)
- Hiromi (Another Mind, Brain, Voice)
- Michael Urbaniak
- Dave Weckl (Masterplan, Hard Wired)
- Rob Whitlock (Sketchin' vol. 1, Sketchin'2)
- Amber Whitlock (The Colours Of Life)
- The O'Jays (Ship Ahoy)
- The O'Jays (Survival]]